# Zographus
Zographus is een kevergeslacht uit de familie van de boktorren (Cerambycidae). De wetenschappelijke naam van het geslacht werd voor het eerst geldig gepubliceerd in 1835 door Dejean.

## Soorten
Zographus omvat de volgende soorten:
- Zographus aulicus Bertoloni, 1849
- Zographus cingulatus Aurivillius, 1913
- Zographus hieroglyphicus Gerstaecker, 1855
- Zographus lineatus (Quedenfeldt, 1882)
- Zographus nitidus (Aurivillius, 1914)
- Zographus niveipectus (Quedenfeldt, 1888)
- Zographus nivisparsus (Chevrolat, 1844)
- Zographus oculator (Fabricius, 1775)
- Zographus plicaticollis Thomson, 1868
- Zographus pulverulentus Nonfried, 1906
- Zographus regalis (Brown, 1776)
- Zographus scabricollis (Quedenfeldt, 1882)